# Onthophagus takedai
Onthophagus takedai là một loài bọ cánh cứng trong họ Bọ hung (Scarabaeidae).